# شحتة (لاعب كرة قدم)
شحتة واسمه الحقيقي محمد صديق ميرابكش (1940 - 1996)، لاعب كرة قدم مصري دولي سابق كان يلعب كمهاجم، بدأ مسيرته الرياضية عام 1953 مع الإسماعيلي. شارك في الدورة العربية بالمغرب ودورة الأمم الافريقيه عام 1963 ودورة طوكيو الأولمبية 1964.
اعتزل اللعب عام 1969 وعمل في مجال التدريب، تولى تدريب نادي الإسماعيلي، ثم ألتحق بتدريب المنتخب مصر الوطني كمدرب مساعد وحصل معه علي بطولة كأس الأمم الأفريقية 1986 ثم الميدالية الذهبية في دورة الألعاب الأفريقية التي اقيمت بكنيا عام 87، واستطاع أيضا الفوز ببطولة الدوري المصري الممتاز عام 1990 مع الإسماعيلي، وتوفي في 5 يوليو 1996.
يحتفظ شحته حتى الآن بالرقم القياسي (مناصفة مع علي أبو جريشة) في عدد الأهداف في مباراة واحدة في تاريخ بطولات الدوري العام في مصر برصيد 6 أهداف خلال مباراة واحدة، وذلك كان أمام فريق دمنهور في الدورى العام عام 63 /64.

## نشأته وحياته
ولد شحته في 14 إبريل عام 1940 في أحد بيوت شارع وابور النور بحي المحطة الجديدة بالإسماعيلية.
في مدرسة فؤاد الأول الابتدائية، تم تكوين فريق من تلاميذ المدرسة، وكان على رأسه الصغير «شحته» وكانت المواجهة الأولى يبن التوأم الروحى «رضا وشحته» عندما التقت مدرسة فؤاد الأول مع فريق المدرسة الاميرية التي كان يلعب لها «رضا» وفاز فريق مدرسة فؤاد الأول بخمسة اهداف ويومها قال الجميع فاز فريق «شحته» على فريق «رضا» (5/0).
وظلت العيون تتابع الشبلين الصغيرين ومن بينها عين المدرب «علي عمر» الذي كان يلعب للنادي الإسماعيلي في ذاك الوقت ويدرب في الوقت نفسه فريق مدرسة فؤاد الأول. وقام على الفور بضم الشبلين «شحتة ورضا» إلى ناشئى الإسماعيلي ولكن لعدم شعورهما بالرعاية الكافية قررا ترك النادي.
عام 1953 أعادهما المدرب «على عمر» إلى الإسماعيلي مع «العربي» الذي كان الضلع الثالث في ثالوث الرعب الكروي الاسمعلاوى لفرق مصر كلها بعد ذلك.
و بعدها بسنة واحده استقر حال فريق اشبال النادي الإسماعيلي ولعب شحته في الاشبال طوال عامى 1954م - 1955م.

## مشواره كلاعب

### مع الأندية
في عام 1957م عندما فوجئ النادي الإسماعيلي بأكثر من نصف لاعبى الفريق يهربون من النادي ويذهبون إلى فريق أوليمبى القناة ولم يجد الإسماعيلي مفرا من اللجوء إلى اشبال النادي لانقاذ النادي ولكن بعد فوات الاوان حيث هبط النادي الإسماعيلي لدوري الدرجة الثانية من عام 1958م إلى عام 1962م ومر النادي بظروف ماديه سيئة فكانت خزينة النادي شبه فارغة تماما وأيضا لم تتوافر ادوات ومهمات التدريب، ورغم ذلك أستمر شحته مع الفريق ولعب كل المباريات التي خاضها النادي حتى خرج من دوري المظاليم وسجل «شحته» في سنة الصعود 25 هدفا وسجل رضا 20 هدفا من اصل 75 هدفا.

### مع المنتخب الوطني
لعب شحته دوليا لأول مرة ضد المجر عام 1962 وشارك في الدورة العربية بالمغرب ودورة الأمم الافريقيه عام 1963 ودورة طوكيو الأولمبية 1964، كما شارك مع المنتخب العسكرى.

## مشواره كمدرب

### مع الأندية
في نهاية الستينيات أعتزل شحته لعب كرة القدم واتجه للتدريب ضمن الجهاز الفنى للناشئين بالإسماعيلي وسافر بعدها إلى ألمانيا ليدرس التدريب بمعهد ليبزج ثم سافر إلى الإمارات عام 1972 لتدريب نادي أهلى دبى وفي وقت قصير استطاع «شحته» ان يطور من اداء الفريق وتجديد دماء لاعبيه. مما دفع اتحاد الكرة الاماراتى إلى الاستعانة به ليقود منتخب مدارس الإمارات في الدورة المدرسيه التي اقيمت في الإسكندرية.
- وقبل انطلاق بطولة كأس الخليج في مارس 1972 استعان اتحاد الكرة الاماراتى «بشحته» لتأسيس منتخب الإمارات والمشاركة في البطولة وسجل التاريخ ان «شحته» هو مؤسس منتخب الإمارات وشارك بفريقه في البطولة وحصل على المركز الثالث لتظهر أولى بصمات «شحته» في التدريب.
- عندما سافر الانجليزى «طومسون» عائدا إلى بلاده عام 1972 قامت إدارة الإسماعيلي بإستدعاء«شحته» لتولى مسئولية تدريب الإسماعيلي ولبى «شحته» النداء في أول تجربه داخل الجمهورية واستطاع «شحته» بفريقه ان يحقق نتائج طيبه حيث لعب الفريق 22 مباراة فاز في 11 وتعادل في 8 وهزم في ثلاثه فقط.
- يتوقف الدوري المصري بسبب حرب أكتوبر وفي عام 1974 وقبل انطلاق مباريات كأس الخليج مرة أخرى لم يفكر الاتحاد الاماراتى الا في «شحته» لتدريب منتخبها مرة أخرى وظهر المنتخب بشكل لفت للانظار واشاد به النقاد واحتل المركز الرابع وكرمه الاتحاد الإماراتى. - تمر سنوات يعود فيها«شحته» لتدريب الإسماعيلي على فترات اعوام 76/77 .
و 84/85 واشرف على فريق القناة عام 82/83 ووصل معهم لمباراه فاصله للصعود للدوري الممتاز ولكنه خسر من الكروم بضربات الجزاء.
- عاد شحته ليتغرب مرة أخرى ودرب فريق نادي القادسية السعودي عام 87/88 ووصل به إلى المباراة النهائية في كأس ولى العهد ولكنه خسر 1/0 امام الهلال السعودي. واستطاع «شحته» ان يعيد الثقة بالمدرب المصري من جديد في دول الخليج.
مع بداية عام 90/91 تولى «شحته» من جديد مسئولية تدريب الإسماعيلي يساعده «على ابوجريشه» وكانت أولى اهتماماته ممارسة هوايته في تجديد دماء الفريق فقام بالاستغناء عن معظم نجوم الفريق كبار السن وضم عدد من الاعبين المغمورين وتصعيد عدد من الناشئين مسغلا اهتمام المحافظ عبد المنعم عماره بتدعيم الفريق وبالفعل صنع «شحته» جيل يضم / سعفان الصغير - فوزى جمال - عاطف عبد العزيز - احمد قناوى - فكرى الصغير - محمد صلاح ابوجريشه - احمد العجوز. وقام بتدعيم الفريق بعدد من لاعبى الفرق الأخرى امثال:-
ياسر عزت من القناة - حماده مرزوق من طنطا - حمزه الجمل من غزل شبين - أيمن رجب السكة الحديد - عصام عبد العال كفرصقر - بشيرعبد الصمد شباب طوخ - ادهم السلحدار من النيل للادوية.
وفي موسم 90 - 91 استطاع ان ينتزع درع الدوري بعد غياب 24 عاما حيث حصل على بطولة الدوري عام1990 بعد مباراة مع الأهلى على ستاد المحلة وفاز الدراويش يومها 2 ـ صفر واستطاع أيضا خلق جيل جديد للدراويش.
كعادته سافر بعد ذلك للخليج ودرب نادي أحد السعودي واستطاع انقاذ الفريق من الهبوط وتثبيت الفريق في منتصف الجدول ولم يجدد عقده وتولى طه إسماعيل تدريب نادي أحد فهبط معه للدرجه الأولى.
- عاد«شحته» للدراويش مرة أخرى عام 1992/1993 وكان النادي حافلا بالصراع بين جميع عناصر اللعبة ونجح «شحته» في إعادة الهدوء وقدم استقالته بعد ان شن عليه البعض حرب صحفيه.
عاد مرة أخرى إلى الخليج وفاز بكأس الاتحاد السعودي مع فريق أحد السعودي، هنا تبدأ النهاية: حيث طلب مجلس إدارة الإسماعيلي عودة «شحته» لانقاذ الفريق من الانهيار الذي سببه الهولندى «لانجين» وعاد «شحته» تاركا باقى مستحقاته بالسعودية التي بلغت 80 الف ريال
بالفعل تولى«شحته» الفريق ونجح في الحصول على المركز الثالث في موسم 1995/1996 ووصل إلى الدور قبل النهائى لكأس مصر امام المحلة ووصلت المباراة إلى ضربات الجزاء وصعدت المحلة.

## مع المنتخب
- تولى«شحته» تدريب منتخب مصر عام 1986 مع الالمانى مايكل سميث وحصل على بطولة كأس الأمم الأفريقية واستمر«شحته» في تدريب المنتخب خلال دورة الألعاب الافريقيه عام 1987.
اختير «شحته» لتدريب منتخب مصر من جديد عام93 وبدون عدد من كبار النجوم فاز «شحته» بكأس دورة كوريا لأول مرة ولكنه قدم استقالته.

## الإنجازات

### كمدرب
- بطولة كأس الأمم الأفريقية 1986 (كمساعد مدرب للمنتخب المصري)
- المركز الأول في دورة الألعاب الأفريقية التي اقيمت بكنيا عام 87 .
- بطولة الدوري المصري الممتاز عام 1990 مع الإسماعيلي
- بطولة الدوري العام 79 /80 مع أهلي دبي.

## وفاته
توفى «شحته» في صباح يوم الجمعة الموافق 5 يوليو 1996

## روابط خارجية
- شحتة على موقع قاعدة بيانات كرة القدم.إي يو (الإنجليزية)
- شحتة على موقع أوليمبيديا (الإنجليزية)